# Bourovec trnkový
Bourovec trnkový (Eriogaster catax) je noční motýl z čeledi bourovcovitých, vyskytující se vzácně i na území České republiky. Je chráněn zákonem.

## Rozšíření
Vyskytuje se v Evropě od severu Španělska až po Ural, v severojižním směru pak od Polska až po Turecko.

Osidluje okraje listnatých lesů, lesostepi a křovinaté stráně s porostem trnky a hlohu, podobně jako jeho hojnější příbuzný, bourovec březový. Vyskytuje se spíše v nižších nadmořských výškách.

Na území České republiky se již téměř nevyskytuje. Ještě ve 20. století byly známy i nálezy z Čech (okolí Prahy, Křivoklátsko a Česká Skalice), ale počátkem 21. století už zde byl považován za vyhynulého. Obecně byl zaznamenán ústup druhu ze severozápadní části areálu výskytu. V ČR se s ním lze setkat už jen v malé části jihu Moravy (Mikulovsko, Břeclavsko, NP Podyjí, okolí Uherského Brodu).

## Popis

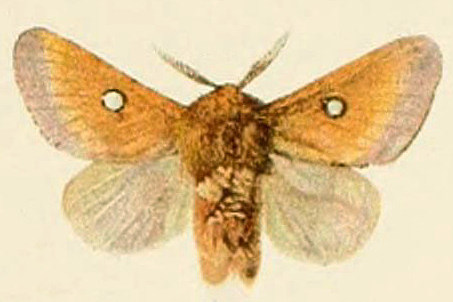
Encyklopedická ilustrace (1895)

Patří mezi menší bourovce. Délka předního křídla je 15–20 mm, přičemž samice jsou mírně větší než samci. Rozdíly mezi pohlavími jsou patrné i ve vybarvení: samci jsou zlatožluté až pomerančové barvy se světlou příčkou napříč vnější třetinou předního křídla a bílou, hnědě ohraničenou skvrnou uprostřed (podobný bourovec březový má skvrny dvě). Samice je okrově hnědá, zbarvena podobně jako samec, ale méně kontrastní. Zadeček samice je opatřen obzvláště hustými chloupky, kterými při snášení přikrývá vajíčka.
Vajíčka jsou soudkovitá, uložená pod pokrývkou chlupů ve spirálovitých shlucích na obvodu silnějších větviček.
Housenky jsou žlutohnědě chlupaté se sametovými zářezy mezi jednotlivými články. Na hřbetě a bocích mají modročerné skvrny. Mohou být zaměněny s housenkami b. březového, které nicméně postrádají modročerné skvrny na bocích.
Kukla je hnědá, uložena v pevném, hnědém, pravidelně soudkovitém zámotku.

## Bionomie

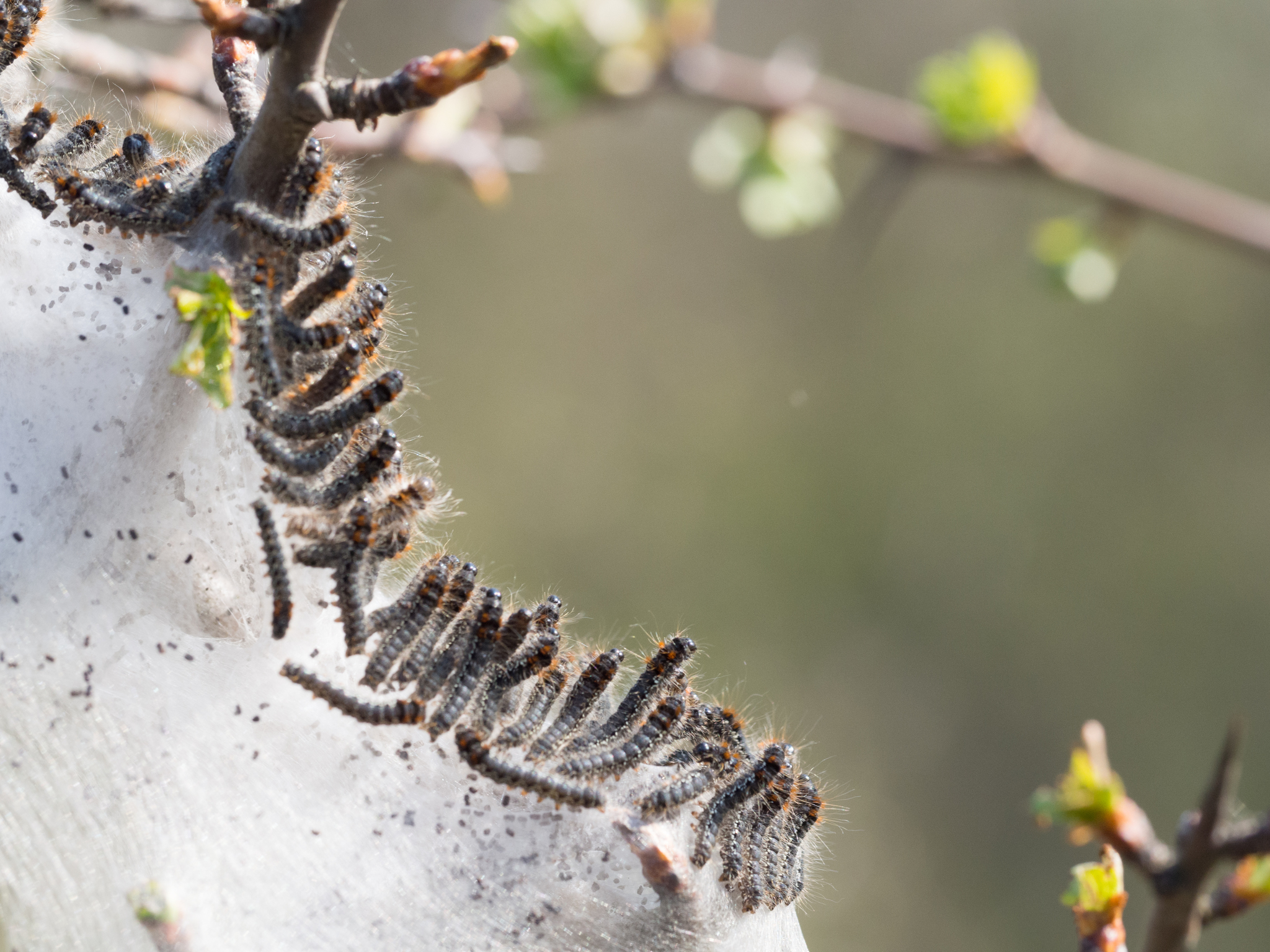
Mladé housenky v hnízdě

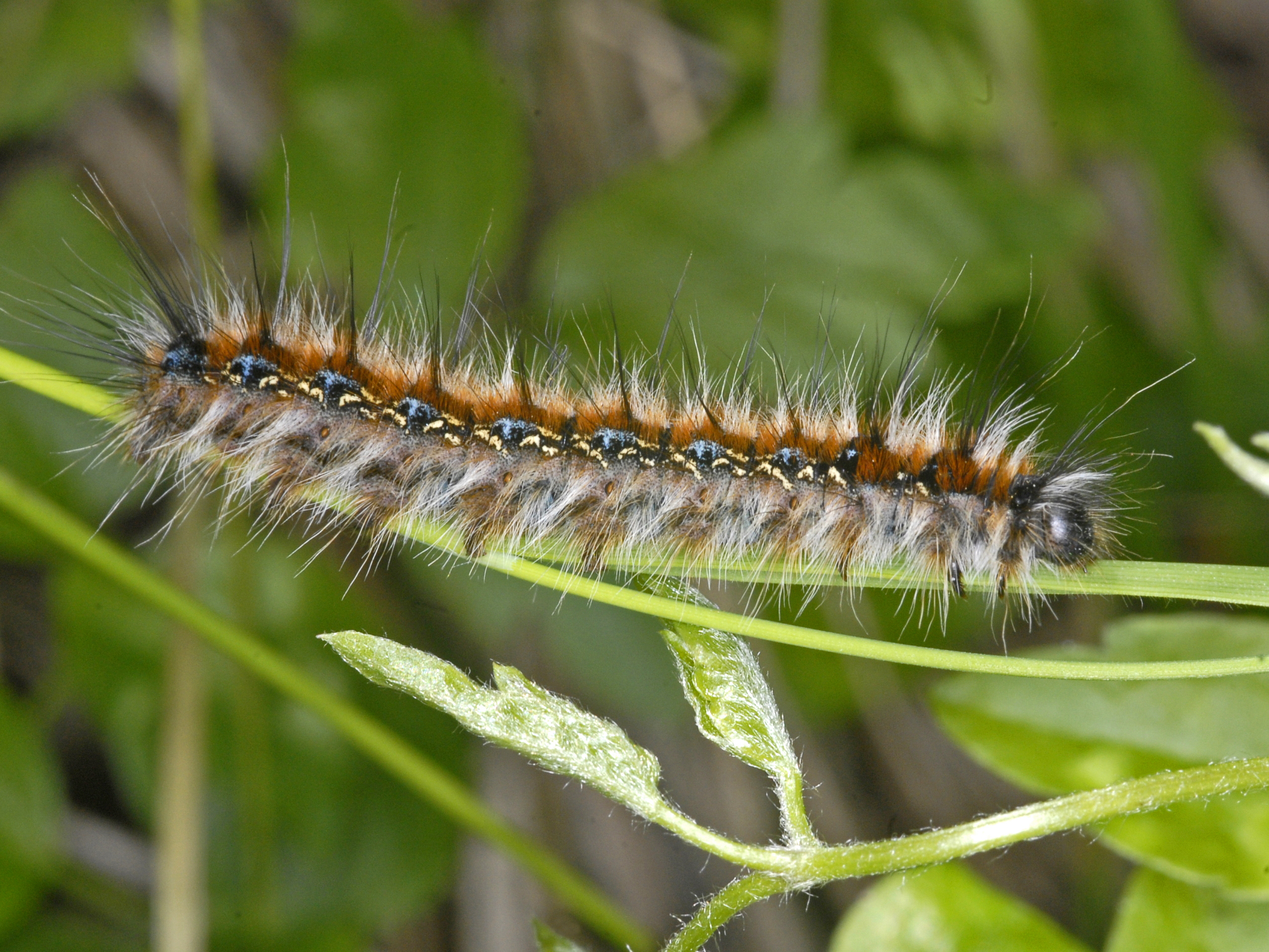
Dorostlá housenka

Během roku vytváří jednu generaci, jejíž dospělci létají od srpna do října. Lze se s nimi setkat v blízkosti hlohových a trnkových keřů, na jejichž silnější větvičky kladou samičky vajíčka ve spirálovitých shlucích pokrytých hustými hnědými chloupky. Vajíčka představují přezimující stádium.
Housenky se vyvíjejí mezi květnem a červencem následujícího roku. Po vylíhnutí si spřádají hnízdo z hedvábných vláken, ve kterém tráví první týdny života. V pozdějších fázích vývoje housenky hnízdo opouštějí a potravu si hledají samostatně. V této fázi také přecházejí na rozmanitější potravu – nevyžadují už jen hloh nebo trnku, ale mohou konzumovat i jiné druhy stromů – topoly, jívy, břízy aj. V závěru svého vývoje slézají na úroveň země, kde si v nízké vegetaci upředou pevný kokon, ve kterém se kuklí.
Motýli se z kukel mohou vylíhnout ještě téhož roku, ale mohou také přezimovat, někdy i dvakrát.

## Ochrana
Bourovec trnkový je v ČR chráněn podle vyhlášky 395/1992 Sb. ve znění vyhl. 175/2006 Sb. jakožto druh silně ohrožený.

Je ohrožen zejména ztrátou vhodných stanovišť (nevhodným zalesňováním, sukcesí) a chemizací krajiny. Daří se mu v tzv. výmladkových či pařezinových lesích, ideálně obhospodařovaných pastvou dobytka, které se ale v moderním lesním hospodářství příliš neuplatňují. Vzhledem k nízké mobilitě samic je druh náchylný k vytváření ostrůvkovitých, izolovaných populací, což ochranu ještě více ztěžuje. Zásadní pro ochranu druhu je tedy zachování lesostepní mozaiky keřů na vhodných lokalitách a zamezení plošnému chemickému ošetření těchto ploch, např. letecky.